# Não heterossexual

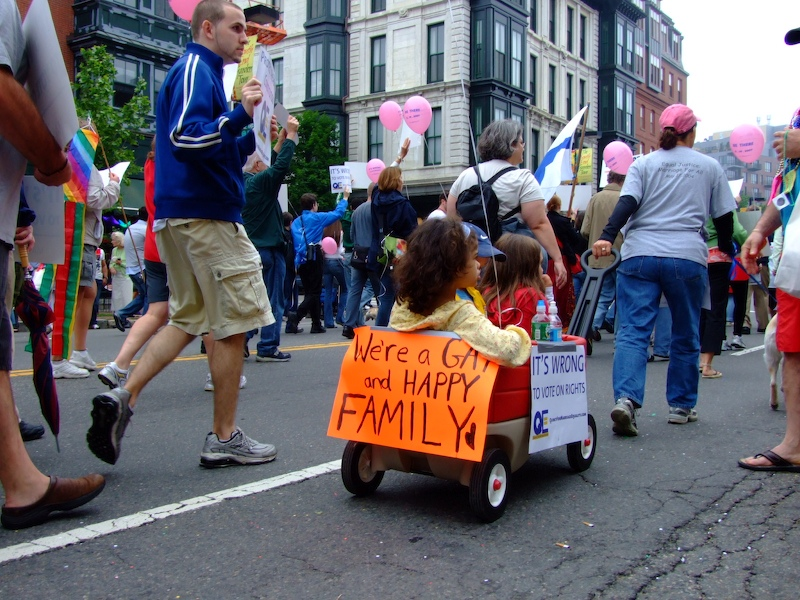
Passeada do orgulho LGBTQIA+ contra a heteronormatividade e o preconceito impostos aos não heterossexuais

Não heterossexual é um termo amplo que inclui pessoas cuja orientação sexual não é heterossexual, como as pessoas homossexuais, bissexuais, pansexuais e assexuais.
Não-heterossexual é um termo empregado nos campos de estudos de gênero, feministas e na literatura académica geral para agrupar todas as identidades diferentes da heterossexualidade. O termo é similar ao de queer, ainda que politicamente menos carregado e mais clínico.
É um termo mais inclusivo para pessoas que não se identificam como heterossexuais mas também não como homossexuais, lésbicas ou gays, ou bissexuais.